# Olav Hansson
Olav Hansson (ur. 23 lipca 1957 w Oslo) – norweski skoczek narciarski, który występował w latach 1981–1987.
Najlepszy sezon Norwega w Pucharze Świata to 1982/1983, w którym został sklasyfikowany na 4. miejscu w klasyfikacji generalnej skoków narciarskich. W całej karierze zajął jedenaście miejsc podium w konkursach Pucharu Świata.
Brał również udział w konkursach skoków narciarskich na mistrzostwach świata w narciarstwie klasycznym w 1982 w Oslo w konkursie indywidualnych i drużynowym na dużej skoczni.
Na tych mistrzostwach najlepsze dla niego były zawody drużynowe na dużej skoczni, które Norwegowie (Johan Sætre, Per Bergerud, Ole Bremseth, Olav Hansson) wygrali, zaś w zawodach indywidualnych zajął 2. miejsce na dużej skoczni.

## Puchar Świata w skokach narciarskich

### Miejsca w klasyfikacji generalnej
- sezon 1981/1982[1]: 13.
- sezon 1982/1983[2]: 4.
- sezon 1984/1985[3]: 39.
- sezon 1986/1987[4]: 32.

### Miejsca na podium chronologicznie
1. Oslo (NOR) - 28 lutego 1982 (2. miejsce)
2. Szczyrbskie Jezioro (TCH) - 20 marca 1982 (2. miejsce)
3. Cortina d’Ampezzo (ITA) - 18 grudnia 1982 (2. miejsce)
4. Bischofshofen (AUT) - 6 stycznia 1983 (2. miejsce)
5. Thunder Bay (CAN) - 23 stycznia 1983 (3. miejsce)
6. Thunder Bay (CAN) - 22 stycznia 1983 (2. miejsce)
7. Vikersund (NOR) - 20 lutego 1983 (2. miejsce)
8. Falun (SWE) - 25 lutego 1983 (3. miejsce)
9. Bærum (NOR) - 11 marca 1983 (2. miejsce)
10. Planica (JUG) - 26 marca 1983 (3. miejsce)
11. Chamonix (FRA) - 21 grudnia 1986 (2. miejsce)

## Mistrzostwa świata w skokach narciarskich
- Indywidualnie
  - 1982 Oslo (NOR) – 2. miejsce (duża skocznia)
- Drużynowo
  - 1982 Oslo (NOR) – 1. miejsce (duża skocznia)